# Parafia Najświętszej Maryi Panny Śnieżnej w Krzycku Małym
Parafia Najświętszej Maryi Panny Śnieżnej w Krzycku Małym – parafia rzymskokatolicka znajdująca się w archidiecezji poznańskiej, w dekanacie święciechowskim.
Od 1 sierpnia 2024 funkcję proboszcza pełni ks. Mariusz Dudkiewicz.